# Elecciones generales de Burundi de 2020
Las elecciones generales se celebraron en Burundi el 20 de mayo de 2020 para elegir tanto al Presidente como a la Asamblea Nacional. Evariste Ndayishimiye del gobernante CNDD-FDD fue elegido presidente con el 71% de los votos. En las elecciones a la Asamblea Nacional, el CNDD-FDD ganó 72 de los 100 escaños elegidos.

## Campaña

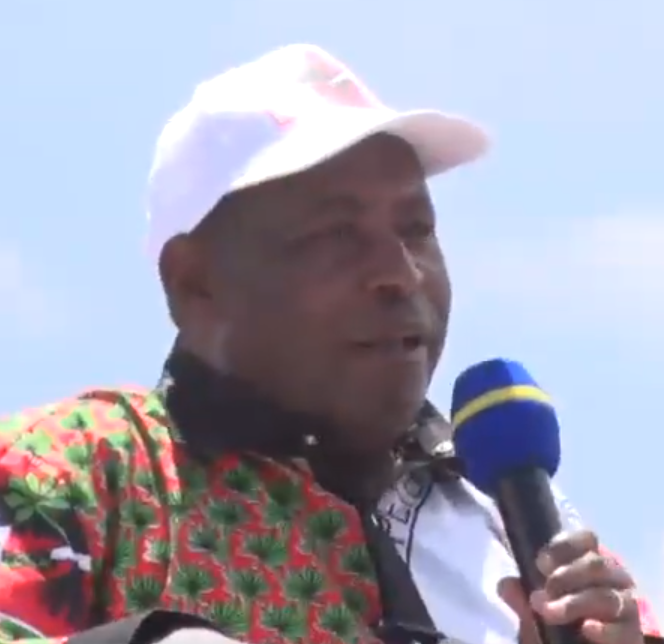
Évariste Ndayishimiye, ministro del Interior y Seguridad Pública (2006-2007) de Burundi y candidato a la presidencia en 2020

El actual presidente, Pierre Nkurunziza, en el poder desde 2005, anunció en diciembre de 2018 que no competiría en las elecciones. En respuesta, la principal alianza de oposición, CNARED, anunció que regresarían del exilio en Bélgica para participar en las elecciones por primera vez desde 2005.
En enero de 2020, el CNDD-FDD eligió al secretario general del partido, Evariste Ndayishimiye, como su candidato presidencial.  En febrero, el Congreso Nacional para la Libertad seleccionó a Agathon Rwasa como su candidato.
El líder de la sociedad civil, Dieudonné Nahimana, anunció que se postularía como independiente.
Gaston Sindimwo, primer vicepresidente de Burundi, anunció que se postularía como candidato por la Unión para el Progreso Nacional. 
Dieudonné Nahimana, Léonce Ngendakumana, Francis Rohero y Domitien Ndayizeye también participaron en las elecciones.

## Controversias
En diciembre de 2017, el gobierno introdujo un impuesto electoral voluntario. Sin embargo, Human Rights Watch acusó al ala juvenil del gobernante CNDD-FDD y a los funcionarios del gobierno local de extorsionar el dinero de los ciudadanos en el período previo a las elecciones, a veces exigiendo la donación varias veces.
Según la Iniciativa de Derechos Humanos de Burundi, el día de las elecciones se vio empañado por irregularidades, incluidos los arrestos de líderes de la oposición y personas que votaron varias veces. Largas colas se formaron en los colegios electorales.

## Resultados preliminares

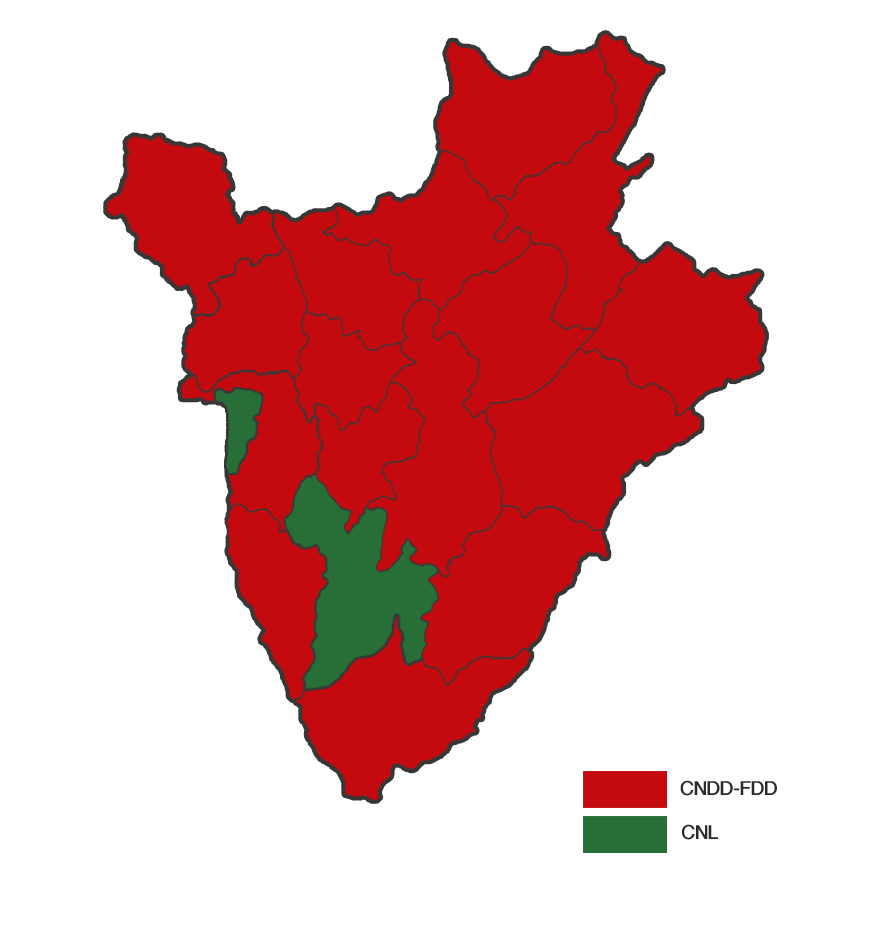
Mayoría por provincia

### Presidente
| | Evariste Ndayishimiye              | CNDD–FDD                             | 3,082,210 | 71.45 |
| | Agathon Rwasa                      | Congreso Nacional por la Libertad    | 1,084,788 | 25.15 |
| | Gaston Sindimwo                    | Unión para el Progreso Nacional      | 73,353    | 1.70  |
| | Domitien Ndayizeye                 | Coalición Kira Burundi               | 24,470    | 0.57  |
| | Léonce Ngendakumana                | Frente para la Democracia en Burundi | 21,232    | 0.49  |
| | Dieudonné Nahimana                 | Independiente                        | 18,709    | 0.43  |
| | Francis Rohero                     | Independiente                        | 8,942     | 0.21  |
| Votos nulos/en blanco                                                                                          | Votos nulos/en blanco              | Votos nulos/en blanco                | 171,224   | –     |
| Total | Total                              | Total                                | 4,484,928 | 100   |
| Votantes registrados/participación                                                                             | Votantes registrados/participación | Votantes registrados/participación   | 5,113,418 | 87.71 |
| Fuente: CENI (enlace roto disponible en Internet Archive; véase el historial, la primera versión y la última). |                                    |                                      |           |       |

### Asamblea Nacional
| |                                                       |           |       |         |  |  |  |  |  |
| Partido | Partido                                               | Votos     | %     | Escaños |  |  |  |  |  |
| | CNDD–FDD                                              | 3,036,286 | 70.98 | 72      |  |  |  |  |  |
| | Congreso Nacional por la Libertad                     | 1,001,230 | 23.41 | 27      |  |  |  |  |  |
| | Unión para el Progreso Nacional                       | 108,865   | 2.54  | 1       |  |  |  |  |  |
| | Frente para la Democracia en Burundi                  | 31,106    | 0.73  | 0       |  |  |  |  |  |
| | Fuerzas Nacionales de Liberación de Burundi           | 17,842    | 0.42  | 0       |  |  |  |  |  |
| | Frente para la Democracia en Burundi – Nyakuri        | 15,547    | 0.36  | 0       |  |  |  |  |  |
| | Coalición Kira Burundi                                | 10,072    | 0.24  | 0       |  |  |  |  |  |
| | Alianza por la Paz, la Democracia y la Reconciliación | 6,623     | 0.15  | 0       |  |  |  |  |  |
| | COPA 2020                                             | 2,599     | 0.06  | 0       |  |  |  |  |  |
| | Consejo de Patriotas                                  | 2,371     | 0.06  | 0       |  |  |  |  |  |
| | Unión por la Paz y la Democracia                      | 2,311     | 0.05  | 0       |  |  |  |  |  |
| | Sangwe PADER                                          | 2,142     | 0.05  | 0       |  |  |  |  |  |
| | Frente Popular Nacional - Imbonenza                   | 1,399     | 0.03  | 0       |  |  |  |  |  |
| | Independientes                                        | 39,261    | 0.92  | 0       |  |  |  |  |  |
| Miembros cooptados                                                                                             | Miembros cooptados                                    | –         | –     | 21      |  |  |  |  |  |
| Miembros Twa cooptados                                                                                         | Miembros Twa cooptados                                | –         | –     | 3       |  |  |  |  |  |
| Votos nulos/en blanco                                                                                          | Votos nulos/en blanco                                 | 186,705   | –     | –       |  |  |  |  |  |
| Total | Total                                                 | 4,464,359 | 100   | 124     |  |  |  |  |  |
| Votantes registrados/participación                                                                             | Votantes registrados/participación                    | 5,113,418 | 87.31 | –       |  |  |  |  |  |
| Fuente: CENI (enlace roto disponible en Internet Archive; véase el historial, la primera versión y la última). |                                                       |           |       |         |  |  |  |  |  |